# Gastronomie (Österreich)
Die Gastronomie ist in Österreich ein eigenständiger Wirtschaftszweig.

## Wirtschaftliche Systematik
In der nationalen Umsetzung der Statistischen Systematik der Wirtschaftszweige in der Europäischen Gemeinschaft (ÖNACE 2) wird folgende Unterteilung vorgenommen:
- I 56 Gastronomie
  - I 56.1: Restaurant, Gaststätten, Imbissstuben, Cafés, Eissalons u. ä.
  - I 56.2: Caterer und Erbringung sonstiger Verpflegungsleistungen
  - I 56.3: Ausschank von Getränken

## Gewerbeordnung
Die Gewerbeordnung unterscheidet folgende Betriebsarten in Bezug auf § 111 Abs 5, der fordert, dass bei einer Gewerbeanmeldung eine Betriebsart anzugeben ist. Diese Betriebsarten sind gesetzlich nicht vorgegeben, die unterschiedlichen Erscheinungsformen werden „durch die wirtschaftlichen Gegebenheiten und die Verkehrsauffassung“ definiert. Die verschiedenen Betriebsformen sind durch die Ausprägung der Betriebsräumlichkeiten und eine bestimmte Betriebsführung gekennzeichnet, reine Benennungen einer Lokalität oder namentliche Zusätze begründen aber keine besondere Betriebsart. Die einzelnen Formen unterliegen etwa bezüglich des erlaubten Angebots und der Gastgewerbeberechtigung sowie dem Befähigungsnachweis des Betreibers unterschiedlichen Anforderungen, und in den Öffnungszeiten verschiedenen Aufsperr- und Sperrstunden, die im Landesrecht geregelt sind.
Typische Betriebsformen sind:
- Hotel – Beherbergung mit Verköstigung[3]
- Pension  – einfache Beherbergung[3] (reine Pension oder Frühstückspension)
- Restaurant – reichhaltige gehobene Küche. In der Gastronomie gehören Restaurants zu den Gastgewerbe Betriebsarten, die sich durch eine spezielle Ausrichtung und ein breitgefächertes Angebot an Speisen auszeichnen. Gastwirte müssen bei der Gestaltung des Gastronomiebetriebes eine Vielzahl an Faktoren berücksichtigen, wie etwa die Einrichtung, Marketingstrategien und die Verpflegung.[7] [3][5][6][8]
- Gasthaus – Gastwirte in Gasthäusern setzen vorrangig auf ein familiäres und gemütliches Ambiente[7] [3][5][8]
- Imbissstube – kleine gehobene Küche[3][5][6]
- Buffet – kleine einfache Küche (einschließlich Tankstellenbuffet, Bahnhofbuffet usf.)[3][5][6]
- Jausenstation  –  Ausflugsgaststätte mit einfacherer Verköstigung[3]
- Kaffeehaus  –  Ausschank von Kaffeegetränken, Tee und Ähnlichem, einfache Zuspeisen, charakteristisch mit Zeitungsauflage, Spielzimmer[3]
- Kaffeerestaurant  –  mittäglicher und abendlicher Restaurantbetrieb, sonst Café[3]
- Espresso, Stehkaffeeschenke – Schnellcafé, mit oder ohne Sitzgelegenheiten[3]
- Kaffeekonditorei – Kaffeehaus mit besonderem Fokus auf Konditoreiangebot[3]
- Eissalon  –  nur für Speiseeis[5][3][6]
- Weinschenke, Weinstube  – Trinklokale für Wein[5][6]
- Bierlokal – Trinklokale für Biere (einschließlich Pub)[3]
- Heuriger  –  Heurigenbuffet bietet heimische Wurst- und Käsesorten, Essiggemüse, hartgekochte Eier, Butter, Nüsse, Obst, Brot sowie Gebäck an. Eine Spezialform der landwirtschaftlichen Betriebsform (erweiterter Buschenschank), mit einfacher Verköstigung[5][6]
- Branntweinschenke – Trinklokale für Schnäpse[5][6]
- Bar, Nachtklub – intimerer abendlicher Getränkeausschank[3][5][6]
- Diskothek (Tanzlokal) – geselliger abendlicher Getränkeausschank mit Fokus auf Tanzunterhaltung[3][5][6]
- Clubbinglounge  – geselliger abendlicher Getränkeausschank mit Fokus auf laute musikalische Darbietung[5][6]
- diverse andere Formen wie:
  - Kantine, Werksküche, Mensabetrieb[3]
  - für nicht gastgewerbliche Auftraggeber: Lieferküche (Zustellung von Speisen),[3] Partyservice (Zustellung von Speisen mit Kellnerei),[3] Catering (Kellnerei von zugestellten Speisen),[3] Mietkoch[3]
- Freies Gastgewerbe  –  darunter fallen kleinste und einfachste Bewirtungen inklusive Automatenausschank, Betrieb von Schutzhütten und Kleinpensionen bis 10 Betten, sowie Nebenrechte diverser Lebensmittelberufe.[9]

Diese Betriebsarten können miteinander kombiniert werden, wie Restaurants und Cafeterias in Hotels, Bars in Restaurants, bedürfen dann aber meist getrennter Gewerbeberechtigungen und teils auch baulichen Maßnahmen wie getrennten Eingängen und Sanitärbereichen. Für einen allfälligen Gastgarten gelten spezielle Bestimmungen.
Prinzipiell nicht gewerbepflichtige Gastronomie ist Privatzimmervermietung (häuslich und in kleinem Umfang im Nebenerwerb durch Familienangehörige), Urlaub am Bauernhof und Buschenschank (in Landwirtschaftsbetrieben).